# 봉선화 (1956년 영화)
"봉선화"(鳳仙花)는 대한민국에서 제작된 김기영 감독의 1956년 영화이다. 나강희 등이 주연으로 출연하였고 김기영 등이 제작에 참여하였다.

## 출연

### 주연
- 나강희
- 안석진
- 백송
- 홍일화

## 기타
- 조명: 이봉훈
- 녹음: 최칠복
- 미술: 박석인